# EX Возничего
EX Возничего (лат. EX Aurigae) — одиночная переменная звезда в созвездии Возничего на расстоянии (вычисленном из значения параллакса) приблизительно 5915 световых лет (около 1814 парсеков) от Солнца. Видимая звёздная величина звезды — от +16,1m до +15,4m.

## Характеристики
EX Возничего — красная углеродная пульсирующая медленная неправильная переменная звезда (LB) спектрального класса C. Эффективная температура — около 3294 К.